# Kleinstwagen Belge
Kleinstwagen Belge war eine belgische Automarke.

## Markengeschichte
Der Techniker J. De Reuck wandte sich  an Paul Kleinschnittger, dem Hersteller der deutschen Kleinschnittger. Sein Plan war, eine verfeinerte Version des sehr einfachen Kleinschnittger F 125 zu produzieren. De Reuck fertigte das Modell in seinem Unternehmen in Gent und präsentierte es im Januar 1952 auf dem Brüsseler Automobilsalon. Im Januar 1953 wurden auf dem nächsten Brüsseler Automobilsalon Prototypen mit anderen Karosserien gezeigt, die im Werk von De Meulenaere gefertigt worden waren.
Das Unternehmen aus Gent fertigte ab August 1951 den F 125 in Lizenz. Außerdem wurde beim Lizenzgeber der Entwurf eines Coupés bestellt. Als Paul Kleinschnittger das Coupé persönlich nach Gent brachte, stellte er fest, dass die Produktion der offenen Zweisitzer mangelhaft war. So kam es zum Streit zwischen den Geschäftspartnern, und der Lizenzvertrag wurde aufgelöst. Auf dem Brüsseler Automobilsalon im Januar 1952 stellte das Unternehmen dann auf Basis des Coupés Fahrzeuge aus und begann mit der Produktion, die im gleichen Jahr endete.

## Fahrzeuge
Die Fahrzeuge waren eine Variante des Kleinschnittger. Angetrieben wurde der Zweisitzer mit Aluminiumkarosserie, den es sowohl offen als auch als Coupé gab, wahlweise von einem ILO-Zweitaktmotor mit 175 cm³ Hubraum, einem luftgekühlten Zweizylindermotor mit 348 cm³ Hubraum oder einem wassergekühlten Zweizylindermotor mit 400 cm³ Hubraum.
Die Prototypen vom Januar 1953 waren als zweisitziges Coupé und zweisitziges Cabriolet karossiert. Im Gegensatz zum F 125 hatten sie einen Heckmotor. Zur Wahl standen zwei Motoren von den ILO-Motorenwerken. Der kleinere hatte 350 cm³ Hubraum und Luftkühlung, während der größere ein wassergekühlter Zweizylinder-Zweitaktmotor mit 398 cm³ Hubraum war. Alle Räder hatten Einzelradaufhängung. Eine Anzeige zeigt ein Coupé mit geteilter Frontscheibe und nennt je nach Motor die Preise 39.900 Belgische Franken bzw. 44.900 Franken.